# Карратерс, Хелен
Хе́лен Ка́рратерс (англ. Helen Carruthers; 1892—1925) — американская актриса немого кино. Известна своей работой в кинокомпании Keystone Studios.
Карьера Хелен в кино началась в 1914 году, она появилась в тридцати пяти комедиях Keystone, в семнадцати из которых также снимался Чарли Чаплин. Её дебют в кино был в комедии Чаплина «Его любимое времяпрепровождение». Её последняя работа для Keystone была в фильме «Его доисторическое прошлое». Её актёрская карьера закончилась в 1915 году.
В мае 1915 года Хелен, в возрасте двадцати трех лет, совершила попытку самоубийства, чем причинила серьёзный ущерб своему здоровью, но осталась жива.

## Избранная фильмография
- Его любимое времяпрепровождение
- Застигнутый дождём
- Деловой день Мэйбл
- Веселящий газ
- Реквизитор
- Маскарадная маска
- Его новая профессия
- Транжиры
- Новый привратник
- Эти муки любви
- Нахальный джентльмен
- Его музыкальная карьера
- Его место для свиданий
- Прерванный роман Тилли
- Состоявшееся знакомство
- Его доисторическое прошлое